# Castenedolo
Castenedolo (AFI:/kasteˈnedolo/, Castenédol o Castignìdol in dialetto bresciano) è un comune italiano di 11 671 abitanti della provincia di Brescia in Lombardia.

## Geografia fisica

### Territorio
L'abitato principale sorge su una collina di 151 m s.l.m., posta nell'alta pianura padana, a dieci chilometri da Brescia.
Il territorio comunale è attraversato dalla roggia Molina che passa a settentrione del capoluogo e dal Garza che tocca ad occidente l'abitato di Capodimonte.
Castenedolo confina a nord con Rezzato e Mazzano, a ovest con Brescia e Borgosatollo, a est con Calcinato e Montichiari, a sud con Ghedi.
Il territorio di Castenedolo è individuato come Classificazione sismica: zona 2.

### Viticoltura

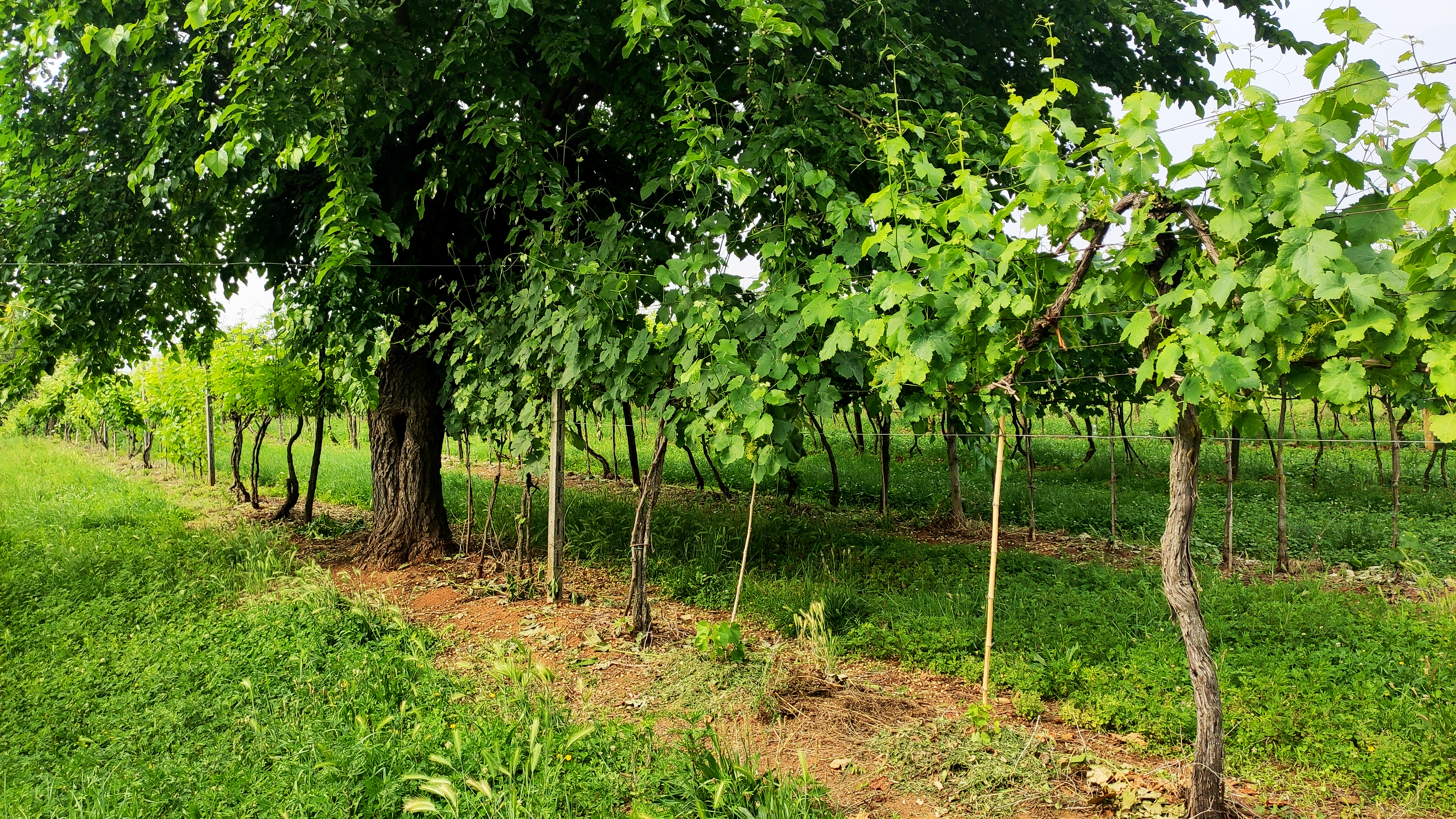
Esempio di piantata padana, coltivazione della vite maritata al gelso

A differenza dei comuni circostanti prevalentemente pianeggianti, Castenedolo mostra un paesaggio collinare che ha permesso lo sviluppo della coltivazione della vite. Ancora presente su parte del territorio la piantata padana.
La viticoltura a Castenedolo è rinomata e riconosciuta tramite il marchio De.Co. Tra i vini prodotti è possibile trovare:
- Santa Giustina Rosso Montenetto di Castenedolo
- Riva Stradella Rosso Montenetto di Castenedolo
- Rio Vallone Rosso Montenetto di Castenedolo
- Gobbo Rosso Casale Gabbadeo di Castenedolo.[9]

### Clima
Il clima a Castenedolo è caldo e temperato, con piovosità significativa durante tutto l'anno.
La temperatura media annuale è di 12,8 °C, essendo luglio il mese con temperature più alte (27,4 °C) e gennaio il mese con temperature più basse (-0,3 °C).
La piovosità media annuale è di 1091 mm. In particolare le piogge sono più scarse nel mese di gennaio (54 mm) e più abbondanti nel mese di novembre (125 mm).
Come nel resto della pianura bresciana nel periodo invernale è frequente la nebbia ed anche le gelate e la neve.
| [ 10 ]              | Mesi | Mesi | Mesi | Mesi | Mesi | Mesi | Mesi | Mesi | Mesi | Mesi | Mesi | Mesi | Stagioni | Stagioni | Stagioni | Stagioni | Anno  |
| [ 10 ]              | Gen  | Feb  | Mar  | Apr  | Mag  | Giu  | Lug  | Ago  | Set  | Ott  | Nov  | Dic  | Inv      | Pri      | Est      | Aut      | Anno  |
| ------------------- | ---- | ---- | ---- | ---- | ---- | ---- | ---- | ---- | ---- | ---- | ---- | ---- | -------- | -------- | -------- | -------- | ----- |
| T. max. media (°C)  | 6,4  | 8,2  | 12,8 | 16,6 | 20,9 | 25,4 | 27,4 | 27,0 | 22,1 | 17,0 | 11,4 | 7,0  | 7,2      | 16,8     | 26,6     | 16,8     | 16,9  |
| T. min. media (°C)  | −0,3 | 0,0  | 2,5  | 6,3  | 10,8 | 15,6 | 18,3 | 18,5 | 14,9 | 10,7 | 5,8  | 1,2  | 0,3      | 6,5      | 17,5     | 10,5     | 8,7   |
| Precipitazioni (mm) | 54   | 59   | 67   | 96   | 106  | 100  | 87   | 96   | 115  | 119  | 125  | 67   | 180      | 269      | 283      | 359      | 1 091 |

Secondo la Classificazione climatica Castenedolo appartiene alla zona E.

## Origini del nome
"Vero è che, come il nome di Carpenedolo, un paese poco distante dal nostro, derivò dal bosco di carpini nel quale sorse, anche Castenedolo derivò dal bosco di castagni entro il quale fu costruito" cit.

## Storia
Il primo vero nucleo abitativo di Castenedolo risale al 1037, anno in cui l'imperatore Corrado II il Salico concesse al vescovo di Brescia Olderico il boscoso monte di Castenedolo oltre al Castello di Brescia e al monte Degno (oggi Monte Maddalena).
Dopo alcuni anni di dominazione viscontea, nel 1427 con la battaglia di Maclodio i territori di Brescia e Bergamo passarono sotto il dominio della Repubblica di Venezia, così dunque anche per Castenedolo.
Nel 1437 le truppe di Niccolò Piccinino che assediavano Brescia si acquartierarono a Castenedolo nel periodo invernale.
Nel 1467 il capitano di ventura Fortebraccio passò da Castenedolo per portare soccorso allo zio Braccio da Montone dove stava combattendo.
Nel 1512 Castenedolo fu attraversata dalle truppe di Gaston de Foix-Nemours arrecando gravi danni alla comunità. Nello stesso giugno fu attraversato il paese dalle avanguardie venete, mentre in ottobre gli spagnoli di Raimondo de Cardona, dopo aver passato il Po per marciare su Brescia distesero l'accampamento tra Castenedolo e Ghedi esigendo il mantenimento delle truppe.
Nel 1479 la regina di Cipro Caterina Cornaro in visita al fratello podestà di Brescia, pernottò a Castenedolo nella casa che fu del Conte di Carmagnola.
Nel 1577 Castenedolo fu colpita dalla peste di San Carlo e nuovamente nel 1630 dalla peste manzoniana dopo il passaggio dei Lanzichenecchi che si apprestavano al Sacco di Mantova.
Nel 1796 Napoleone Bonaparte alloggiò a Castenedolo dove usò come sede del suo quartier generale il palazzo Carrara. Qui vi dettò in fretta tre ordini prima di partire per dirigere la battaglia di Lonato.
Nel 1859 Castenedolo fu teatro della battaglia di Treponti e durante la battaglia di Solferino e San Martino ospitò alcuni feriti nella chiesa dei Disciplini.
Durante la Seconda guerra mondiale nonostante la vicinanza all'aeroporto di Brescia-Ghedi e la presenza di una polveriera, Castenedolo non subì mai bombardamenti.

### Simboli
sei e nodrita sulla campagna, il tutto al naturale.
Ornamenti esteriori da Comune.»
Il gonfalone è un drappo di azzurro.

## Monumenti e luoghi d'interesse

### Architetture religiose
- Chiesa Parrocchiale di Castenedolo, intitolata a San Bartolomeo Apostolo
- Chiesa di San Giovanni Bosco (Fraz. Capodimonte)
- Chiesa di San Luigi Gonzaga (Fraz. Capodimonte)
- Chiesa di Santa Giustina via A.Volta, 19 (Fraz. Santa Giustina)
- Chiesa della Madonna di Fatima (Fraz. Macina)

### Palazzi
- Palazzo Bettoni via XV Giugno,172
- Palazzo Geroldi via XV Giugno, 72
- Palazzo Stanga via XV Giugno, 59
- Palazzo Cavagnini via XV Giugno, 39
- Palazzo Lombardi via XV Giugno, 51
- Palazzo Boschi via Manzoni, 8
- Palazzo Belpietro detta del Carmagnola[14], palazzo del XV secolo;  via Matteotti
- Palazzo Codignola via Matteotti, 24
- Palazzo Ranzanici via Zanardelli, 5
- Palazzo Masseroli via Matteotti, 50
- Palazzo Bolzoli già Archetti XVIII secolo; via Mazzini, 4
- Palazzo Bianchini via Matteotti, 56
- Palazzo Butturini via Matteotti, 121
- Palazzo Fanti via Garibaldi, 21
- Palazzo Prestini via Garibaldi, 42
- Palazzo Peri via Garibaldi, 64
- Palazzo Cassa Gamalero via Garibaldi, 35
- Palazzo Brivio via Macina, 69
- Villa Alba via Garibaldi, 45
- Villa Masseroli Garzoni via Matteotti, 191
- Villa Romei-Longhena Provaglio (Capodimonte) via Risorgimento, 87
- Villa Luzzago Carini via Brescia, 32
- Villa Borghetti via Macina, 69
- Casa del Torchio (Capodimonte)

## Società

### Evoluzione demografica
Abitanti censiti

### Etnie e minoranze straniere
Gli stranieri residenti nel comune sono 1 160, ovvero il 10,1% della popolazione. Di seguito sono riportati i gruppi più consistenti:
| Pos. | Cittadinanza | Popolazione |
| ---- | ------------ | ----------- |
| 1    | India        | 145         |
| 2    | Romania      | 128         |
| 3    | Pakistan     | 123         |
| 4    | Albania      | 103         |
| 5    | Cina         | 100         |
| 6    | Senegal      | 73          |
| 7    | Marocco      | 63          |
| 8    | Ucraina      | 55          |
| 9    | Moldavia     | 50          |
| 10   | Ghana        | 41          |

### Lingue e dialetti
Nel territorio di Castenedolo, accanto all'italiano, è parlata la lingua lombarda nella sua variante di il dialetto bresciano.

## Cultura

### Istruzione
- Scuola elementare viale rimembranze, 9 Castenedolo (BS)
- Scuola secondaria di primo grado Leonardo da Vinci Via Pietro Pisa, 1 Castenedolo (BS)
- Scuola elementare via Pasubio, 6 nella frazione Capodimonte di Castenedolo (BS)
- Scuola elementare "Giuseppe Moreni" via Macina, 36 nella frazione Macina di Castenedolo (BS)

#### Biblioteca
È presente una biblioteca intitolata a Renzo Frusca Via Giosuè Carducci, 48, Castenedolo (BS)

#### Scuole
A Castenedolo sono presenti cinque scuole: quattro scuole primarie e una scuola media. Le prime sono: quella situata al centro di Castenedolo, capoluogo; la scuola primaria nella frazione Capodimonte; la terza, invece, la scuola Giuseppe Moreni, si trova nella frazione Macina.
Non mancano le scuole materne, che sono tre:
- Scuola dell'infanzia "Mario Rossi" Via XVIII Maggio 3, Castenedolo (BS)
- Scuola dell'infanzia "Crescere Insieme" Via Giuseppe Zanardelli, 34, Castenedolo (BS)
- Scuola dell'infanzia "San Giovanni Bosco" via Monte Pasubio, 16 Capodimonte di Castenedolo (BS)

L'intero complesso scolastico prende il nome di Istituto Comprensivo Statale Leonardo da Vinci

## Geografia antropica

### Suddivisione amministrativa
Stando all'art. 50 dello Statuto comunale, il territorio è stato organizzato politicamente all'interno di cinque frazioni, ognuna dotata di un comitato di rappresentanza (detto Comitato di Frazione):
- Alpino;
- Bettole-Taetto;
- Capodimonte-Fornasette;
- Macina-Bodea;
- Santa Giustina-Finiletti.

### Frazioni e località

#### Capodimonte
La località Capodimonte (Codemont o Co de Mut o Capodemùnt, in dialetto bresciano) è posizionata ad occidente dell'abitato di Castenedolo, a circa tre chilometri di distanza, e a sud-est rispetto a Borgosatollo, distante da questi circa due chilometri.
Sorse nel Seicento, quando i nobili Longhena acquistarono proprietà nella zona ed edificarono, nel 1641, la loro villa che fu presto circondata dalle abitazioni dei lavoratori (1679).
Gli stessi Longhena operarono per la costruzione della prima chiesa, dedicata a San Luigi Gonzaga, la quale era un semplice edificio ad un unico altare con una pala raffigurante il santo patrono assieme al nobile Aloisio Longhena. La chiesa divenne parrocchia nel 1938; in precedenza, l'amministrazione del culto fu affidata inizialmente al cappellano dei Longhena e in seguito ad un sacerdote nominato dalla parrocchia di Castenedolo.
Attualmente (2010), la chiesa parrocchiale originaria risulta essere stata sostituita da un nuovo fabbricato, dedicato a San Giovanni Bosco.

#### Macina
La Macina è una località posta ad oriente dell'abitato principale sulla strada che collega Ciliverghe alla Goitese.
La località sorse durante il Seicento attorno alla macina di proprietà comunale, a servizio degli abitanti. Fu durante quel periodo che due famiglie, i Brivio e i Marchetti, acquistarono proprietà nella zona e vi costruirono le rispettive case padronali.
La prima chiesa, dedicata a Santa Maria Maddalena fu costruita dalle due famiglie dopo aver ottenuto dalla Curia vescovile l'istituzione di una curazia legata alla parrocchiale castenedolese. La curazia operò saltuariamente nel Settecento, dato che risulta attestata la richiesta dell'istituzione di un oratorio presso la casa dei Ravello (o Ravelli) agli inizi del secolo, e poi con continuità nel secolo seguente, grazie al lascito testamentario della vedova Avanza che ne era comproprietaria. Fu sostituita nel 1962 dal nuovo fabbricato ecclesiale, dedicato alla Madonna di Fátima.

#### Altre località
Nel territorio comunale sono presenti anche le seguenti località: 
- Alpino; situato a nord-ovest del centro di Castenedolo, sulla strada strada statale 236 che collega Brescia a Mantova.
- le Bettole;
- Bodea: è posta a sud-est dell'abitato principale sulla strada che collega Ciliverghe alla Goitese;
- Finiletti;
- Fornasette: è posta a nord-ovest di Capodimonte in via Risorgimento;
- Ginevra: località posizionata a nord-est di Capodimonte, tra via Monte Pasubio e via Del Boscone;
- Rodenga;
- Taetto.

## Infrastrutture e trasporti
Il paese è attraversato dalla ex strada statale 236 Goitese lungo la quale, nel 1884, fu inaugurata una stazione lungo la tranvia Brescia-Mantova-Ostiglia, relazione esercita a vapore che venne soppressa nel 1933. La tratta Brescia-Carpenedolo rimase tuttavia in esercizio quale tranvia elettrica suburbana, a cura della Provincia, fino al 1952.

## Amministrazione
Di seguito l'elenco dei sindaci di Castenedolo dal 1860 al 1945:
| Periodo           | Periodo           | Primo cittadino          | Partito | Carica  | Note                            |
| ----------------- | ----------------- | ------------------------ | ------- | ------- | ------------------------------- |
| 4 febbraio 1860   | 29 maggio 1863    | Giovanni Battista Brivio |         | Sindaco | Assassinato durante l'incarico. |
| 29 maggio 1863    | 4 settembre 1865  | Annibale Ghiselli        |         | Sindaco |                                 |
| 5 settembre 1865  | 3 maggio 1876     | Angelo Taglietti         |         | Sindaco |                                 |
| 4 maggio 1876     | 31 agosto 1877    | Pietro Cavagnini         |         | Sindaco |                                 |
| 30 settembre 1877 | 20 ottobre 1880   | Luigi Bonzi              |         | Sindaco |                                 |
| 24 ottobre 1880   | 28 dicembre 1895  | Giovanni Pisa            |         | Sindaco |                                 |
| 29 dicembre 1895  | 18 novembre 1899  | Luigi Bonzi              |         | Sindaco |                                 |
| 19 novembre 1899  | 13 luglio 1902    | Giacomo Mensi            |         | Sindaco |                                 |
| 14 luglio 1902    | 16 settembre 1905 | Marco Fanti              |         | Sindaco |                                 |
| 17 settembre 1905 | 1º ottobre 1907   | Bortolo Falappi          |         | Sindaco |                                 |
| 6 ottobre 1907    | 31 dicembre 1910  | Gaetano Fornasini        |         | Sindaco |                                 |
| 1º gennaio 1911   | 30 ottobre 1920   | Lodovico Cassa           |         | Sindaco |                                 |
| 31 ottobre 1920   | 8 novembre 1937   | Pietro Pisa              | PNF     | Podestà |                                 |
| 24 novembre 1937  | 16 aprile 1942    | Paride Lombardi          | PNF     | Podestà |                                 |
| 18 aprile 1942    | 20 luglio 1944    | Ferruccio Lombardi       | PNF     | Podestà |                                 |

Di seguito la lista dei sindaci di Castenedolo in seguito alla nascita della Repubblica Italiana. Dal 1946 al 1995 i sindaci furono eletti dal Consiglio comunale:
| Periodo          | Periodo          | Primo cittadino   | Partito   | Carica  | Note |
| ---------------- | ---------------- | ----------------- | --------- | ------- | ---- |
| 15 giugno 1945   | 28 febbraio 1951 | Giulio Cavagnini  | PCI       | Sindaco |      |
| 23 giugno 1951   | 2 agosto 1965    | Pietro Manfredi   | DC        | Sindaco |      |
| 18 ottobre 1965  | 4 luglio 1970    | Giovanni Rizzetti | DC        | Sindaco |      |
| 4 luglio 1970    | 4 agosto 1975    | Enrico Codignola  | DC        | Sindaco |      |
| 4 agosto 1975    | 7 agosto 1980    | Vittorio Colombo  | PSI       | Sindaco |      |
| 9 gennaio 1981   | 5 settembre 1985 | Luigi Frusca      | PCI       | Sindaco |      |
| 5 settembre 1985 | 28 febbraio 1989 | Enzo Micheletti   | PSI       | Sindaco |      |
| 1º marzo 1989    | 24 aprile 1995   | Luigi Frusca      | PCI / PDS | Sindaco |      |

Di seguito la lista dei sindaci eletti direttamente dai cittadini (dal 1995):
| Sindaco | Sindaco        | Sindaco             | Partito      | Coalizione     | Coalizione      | Mandato        | Mandato        | Elezione |
| Sindaco | Sindaco        | Sindaco             | Partito      | Coalizione     | Coalizione      | Inizio         | Fine           | Elezione |
| ------- | -------------- | ------------------- | ------------ | -------------- | --------------- | -------------- | -------------- | -------- |
| 1       |                | Giambattista Groli  | lista civica |                | centro-sinistra | 24 aprile 1995 | 14 giugno 1999 | 1995     |
| 1       | 14 giugno 1999 | Giambattista Groli  | lista civica | 14 giugno 2004 | centro-sinistra | 1999           |                |          |
| 2       |                | Giuliano Salomoni   | lista civica |                | centro-sinistra | 14 giugno 2004 | 8 giugno 2009  | 2004     |
| (1)     |                | Giambattista Groli  | lista civica |                | centro-sinistra | 8 giugno 2009  | 26 maggio 2014 | 2009     |
| (1)     | 26 maggio 2014 | Giambattista Groli  | lista civica | 27 maggio 2019 | centro-sinistra | 2014           |                |          |
| 3       |                | Pierluigi Bianchini | lista civica |                | centro-sinistra | 27 maggio 2019 | 10 giugno 2024 | 2019     |
| 3       | 10 giugno 2024 | Pierluigi Bianchini | lista civica | in carica      | centro-sinistra | 2024           |                |          |

### Gemellaggi
- Gradačac

## Sport

### Atletica
L'atletica leggera a Castenedolo è presente sul territorio comunale dal 1969 quando l'Atletica Virtus Castenedolo cominciava a muovere i primi passi sui campi e sulle piste bresciane.
La Virtus è iscritta alla FIDAL, federazione italiana di atletica leggera, ed hanno militato in questa società atleti di calibro nazionale come Dario Badinelli e tanti altri; ora conta circa 180 atleti nelle varie categorie dalle giovanili ai master, e negli ultimi anni ha vinto più volte il titolo italiano nelle categorie master. Il suo presidente è Giulio Lombardi e il presidente onorario è Castellini Ottavio.

### Basket
Il basket a Castenedolo è Playbasket Castenedolo iscritta alla FIP, federazione italiana di pallacanestro, ha circa 80 atleti e svolge prevalentemente attività giovanile, il presidente è Giampiero Frusca.

### Calcio
A Castenedolo sono presenti due società di calcio iscritte alla FIGC la federazione nazionale di calcio: la Castenedolese e il Real Castenedolo entrambe militano nel campionato di prima categoria e giocano al campo sportivo Olivari.

### Pallavolo
Il volley è presente sul territorio comunale dal 2013 con la Real Volley - Pallavolo Castenedolo iscritta alla FIPAV, federazione italiana di pallavolo,  conta circa 70 atleti e svolge soprattutto attività giovanile, la responsabile è Simona Danieli.